# 岡崎淳二
岡崎 淳二（おかざき じゅんじ、1972年6月20日 - ）は、元社会人野球選手（投手、左投げ右打ち）。

## 人物・来歴
- 愛媛県出身。川越商高（現・川越市立川越高）に入学、2年生の夏に甲子園に出場。夏の甲子園埼玉予選で2年連続完全試合（第71回対川本高校戦、第72回対行田高校戦）達成の記録を持つ。その後東洋大に進学。東洋大の1年先輩には関口伊織（日本通運→横浜ベイスターズ→大阪近鉄バファローズ）、恩田寿之（新日鐵君津・かずさマジック）がおり、同級生には銭場一浩（東芝）がいる。大学選手権の出場経験を持つ。4年時にはリーグ戦で5勝を挙げるが、プロからの誘いはなく、鷺宮製作所に入社。
- 左のスリークォーターから繰り出すボールはスピードこそないものの、切れ味の鋭い変化球でたちまち頭角を現し、入社1年目の1995年、チームを20年ぶりとなる都市対抗野球大会出場に導く原動力となった。
- 小柄ながらスタミナもあり、先発完投できるタイプであったが、年齢を重ねるごとに先発して6,7回で降板し、次の登板に備えることが多くなった。
- クイックモーションの達人であり、投球と牽制球の見極めが非常に難しい。
- 2005年の第76回都市対抗野球大会ではNTT東日本の補強選手としてNTT東日本の4強入りの原動力となったばかりでなく、第32回社会人野球日本選手権大会では自チームの同大会での初勝利に貢献、最終的には秋にも4強入りを経験することとなった。
- 2005年では都市対抗でNTT東日本の選手として、日本選手権では自チームの選手としていずれも日本生命戦で勝ち投手となっており、日本生命は岡崎を苦手としているのではないかと噂されたが、2006年の第33回日本選手権の1回戦では岡崎が立ち上がりからコントロールに苦しみ、日本生命打線の餌食となってしまった。
- 2011年シーズン限りで現役引退。2017年シーズンよりコーチとして野球部に復帰し、2020年シーズンより監督に就任した[1]。2022年シーズンをもって退任し、社業に専念する[2]。

## 主な表彰、タイトル
- 第32回社会人野球日本選手権大会優秀選手（投手部門） （2005年）
- 第78回都市対抗野球大会優秀選手（投手部門）　（2007年）